# 小名木川
小名木川（おなぎがわ）は、東京都江東区の北部を東西に横断し、隅田川と旧中川を結ぶ運河（人工河川、水路）である。江戸時代初期に徳川家康の命令で建設されたものであり、全長約5km。

## 地理
江東区を横断するように東西一直線に伸びた全長約5kmの運河であり、旧中川と隅田川を結び、途中で横十間川、大横川と交差する。
小松橋と新扇橋の間には扇橋閘門が設置されており、閘門より東側は地盤沈下が激しくゼロメートル地帯の顕著な地域のため水位を1m下げている。

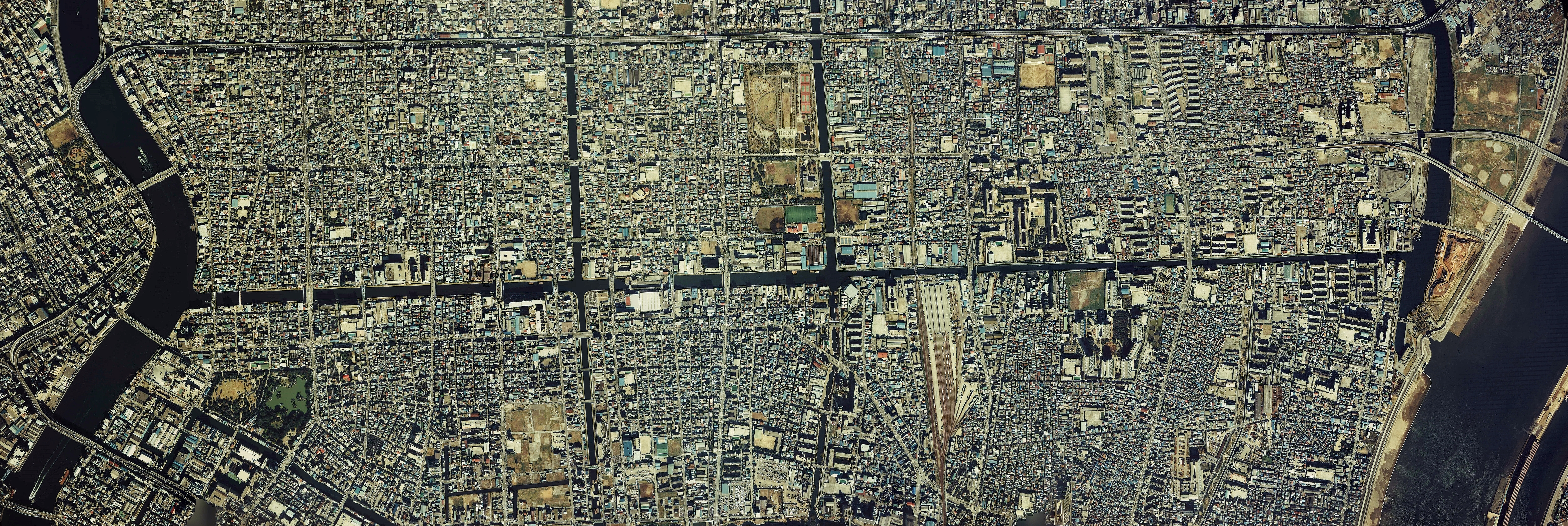
小名木川全体の空中写真。西の隅田川から東の旧中川を直線で結ぶ。
（1984年撮影の6枚より合成作成）。

## 歴史

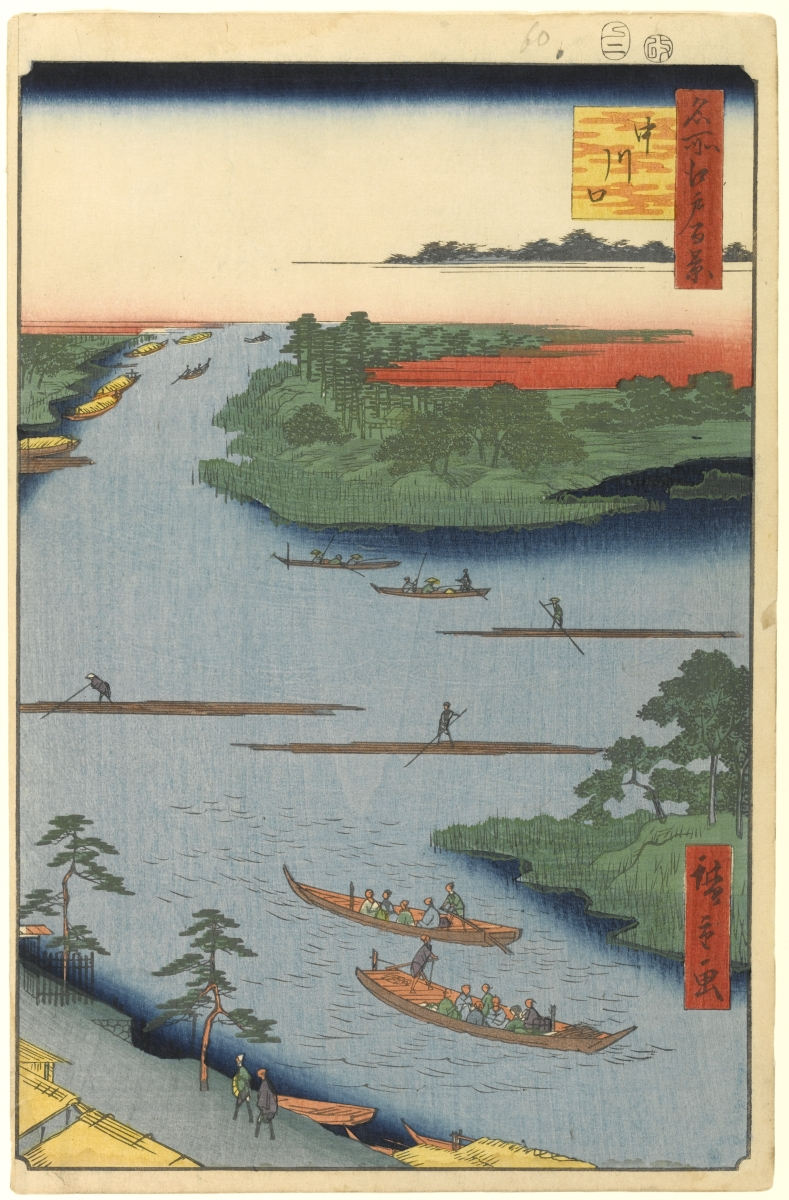
名所江戸百景「中川口」

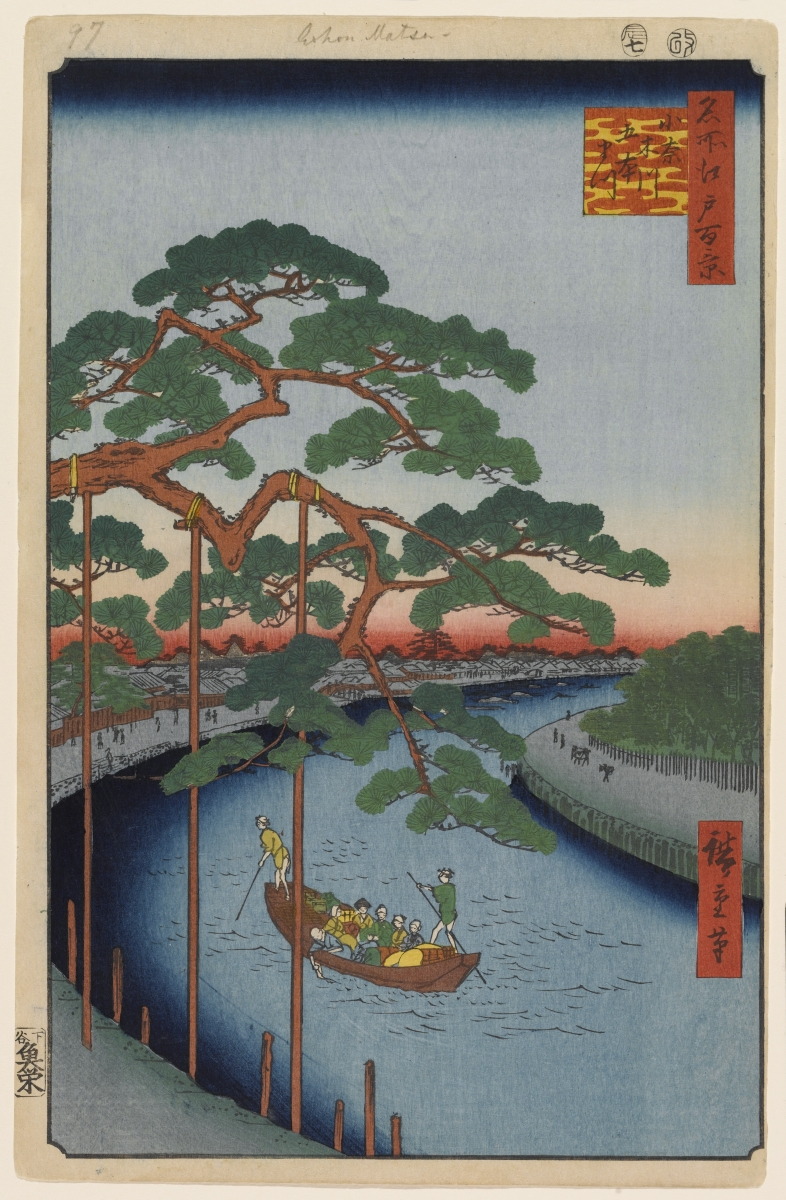
名所江戸百景「小奈木川五本まつ」

1590年頃、江戸城を居城に定めた徳川家康は、兵糧としての塩の確保のため行徳塩田（現在の千葉県行徳）に目を付けた。しかし行徳から江戸湊（当時は日比谷入江付近）までの江戸湾（東京湾）北部は当時、砂州や浅瀬が広がり船がしばしば座礁するため、大きく沖合を迂回するしかなかった（また、沖合を迂回した場合でも、風向きによっては湾内の強い風波を受け船が沈むことも起き、安全とは言えなかった）。そこで小名木四郎兵衛に命じて、行徳までの運河を開削させたのが始まりである。運河の開削によって、安全に塩を運べるようになり、かつ経路が大幅に短縮された。
その後、塩以外の品物の運搬や、成田参詣客なども運ぶようになって、行き交う物量が増大した。1629年、小名木川は江戸物流の重要河川と認識され、利根川東遷事業と併せて拡幅され、小名木川と旧中川、新川の合流地点には「中川船番所」が置かれた（幕府の役人がそこに駐在し、行き交う船の積み荷に江戸の治安上危険な物などが紛れ込んでいないか確認するために簡易な検査をしたのである）。新川、江戸川、利根川を経由する航路が整備されると、近郊の農村で採れた野菜、東北地方の年貢米などが行き交う大航路となった。
開削とほぼ同時期に川の北側が深川八郎右衛門により開拓され深川村に、慶長年間に川の南側が埋め立てられ海辺新田となり、以降江戸時代を通じて埋め立てが進んだ。やがて小名木川を中心に竪川や大横川、横十間川、仙台堀川などの整備が進み、重要な運河の一つとして機能した。
明治時代に入ると、小名木川沿岸一帯はその水運で様々な原材料を運ぶことができることもあり諸工業が盛んになり、工業地帯となった。1930年には荒川放水路が完成したが、これに伴い荒川や旧中川、新川の合流地点には「小名木川閘門」「小松川閘門」「船堀閘門」が設置されていた。
昭和50年代には地盤沈下などにより閉鎖されたが、2005年に「荒川ロックゲート」が完成し、旧中川を経由して荒川への通行が可能になった。

### 名称の由来
この川を開削した「小名木四郎兵衛」の名からとった。

## 橋梁
旧中川寄りから記述する。
- 番所橋
- 塩の道橋[3]

1径間鋼製箱桁の歩行者・自転車専用橋。延長120.7m。2008年3月に供用を開始した。
北岸は江東区大島八丁目、南岸は同区北砂六丁目にそれぞれ位置している。橋の名称は、大島南央小学校と第六砂町小学校の5,6年生から募集し決定した。
- 丸八橋[4]

5径間鋼製桁の橋。延長41.0m。1972年に供用を開始した。
東京都道476号南砂町吾嬬町線（丸八通り）の一部を成し、北岸は江東区大島五丁目、南岸は同区北砂五丁目と六丁目に位置している。
1949年に最初の橋が架けられた後、1960年と1972年にそれぞれ改築されている。
- 砂島橋[5]

1径間鋼製箱桁の歩行者・自転車専用橋。延長49.0m。1979年に供用を開始した。
北岸は江東区大島五丁目、南岸は同区北砂五丁目に位置している。
- 進開橋
- 小名木川橋梁 - 総武本線越中島支線の橋梁。
- 小名木川クローバー橋

小名木川南北を結ぶ橋は、旧深川区内は、約200Mおきに掛けられているのに対し、四ツ目通より東は1キロ置きに進開橋、丸八橋、番所橋があるのみで、南北の往来は非常に不便であった。そこで、歩行者・自転車が小名木川の南北の往来を容易にすることを目的として掛けられた橋の一つである。 当川および横十間川に架設されている歩行者・自転車専用橋。延長140.5m。幅員4.8m - 12.8m。1994年12月に供用を開始した。
中央部で十字に交差しており、北西岸は江東区猿江2丁目、北東岸は同区大島1丁目、南東岸は同区北砂1丁目、南西岸は同区扇橋3丁目にそれぞれ位置している。
その構造から、北砂と猿江や住吉や扇橋と大島の相互間における移動のさいの裏道としても利用されている。
- 小名木川橋
- 小松橋
- 新扇橋
- 新高橋
- 大富橋
- 東深川橋
- 西深川橋
- 高橋

延長43.8m。
東京都道463号上野月島線の一部を成し、北岸は江東区高橋、南岸は同区白河に位置している。
- 萬年橋

江東区道第3124号線（萬年橋通り）の一部を成し、北岸は江東区常盤一丁目、南岸は同区清澄一丁目と二丁目に位置している。

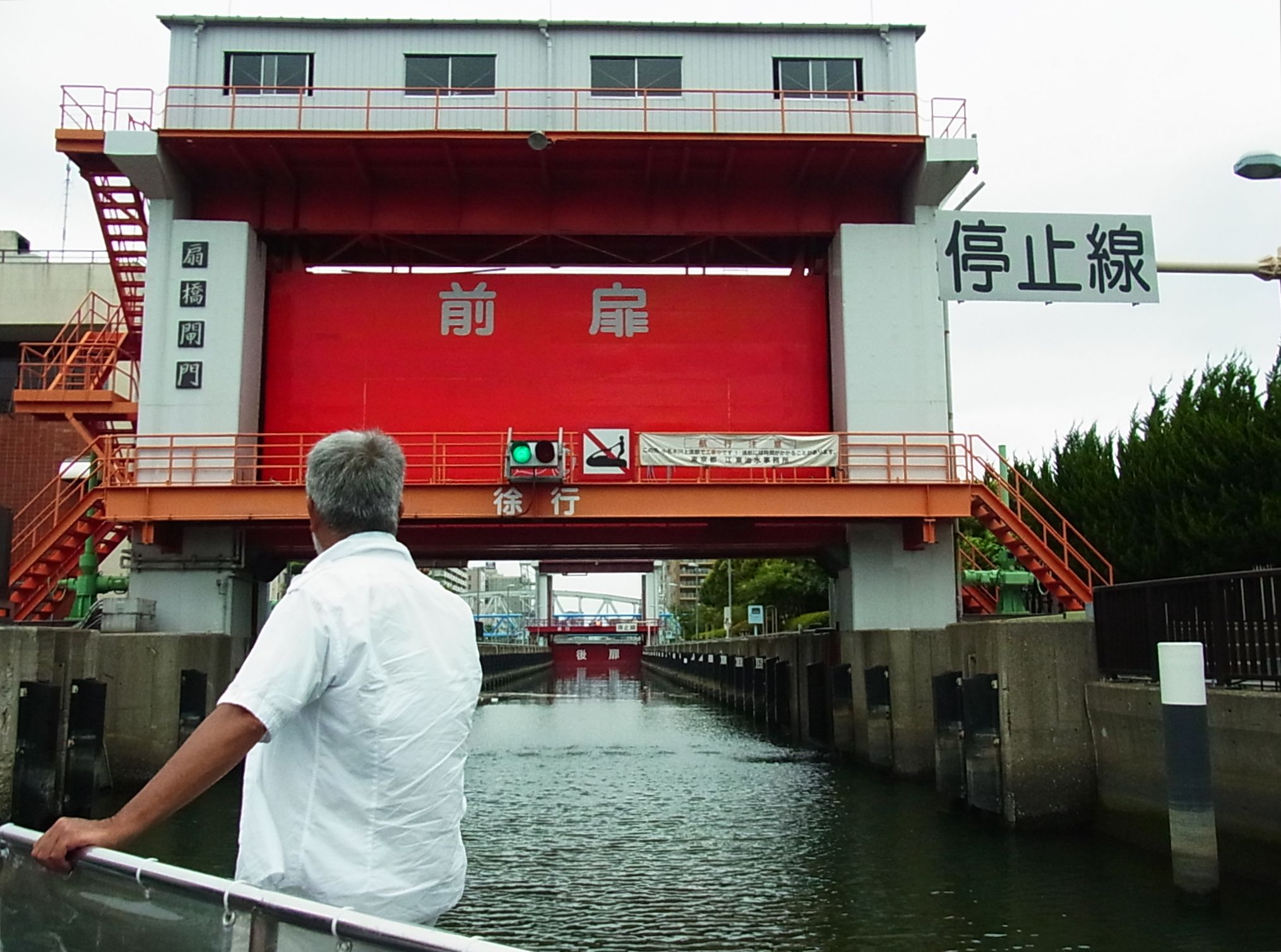
扇橋閘門の前扉（2011年7月23日撮影）
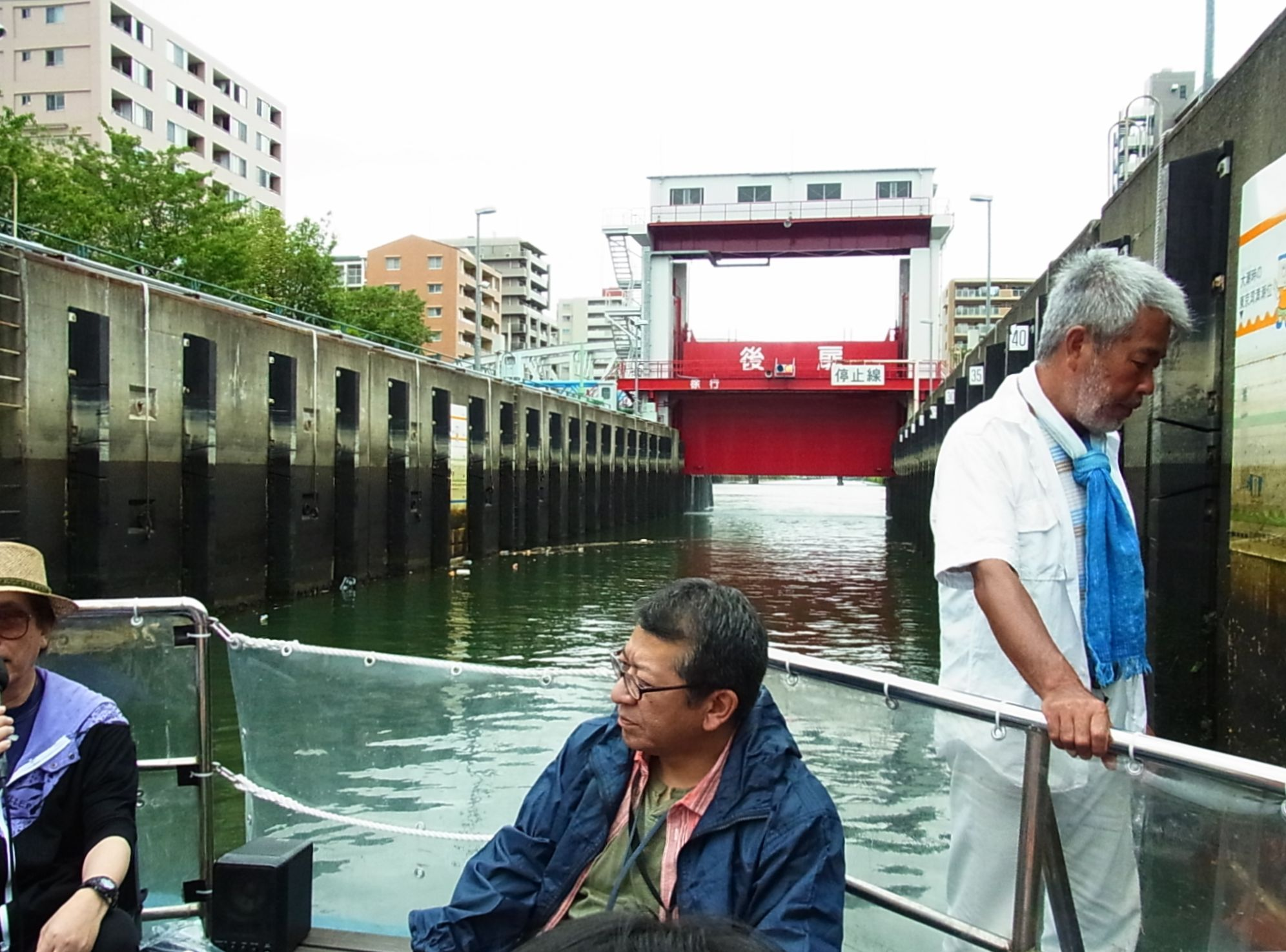
扇橋閘門の後扉（2011年7月23日撮影）

## 関連文献
- 斎藤幸雄「巻之七 揺光之部 小名木川五本松」『江戸名所図会』 4巻、有朋堂書店、1927年、62-63頁。NDLJP:1174161/36。